# 2013 GG138
2013 GG138, também escrito como 2013 GG138, é um objeto transnetuniano que está localizado no Cinturão de Kuiper, uma região do Sistema Solar. Este corpo celeste é classificado como um cubewano. Ele possui uma magnitude absoluta de 6,6 e tem um diâmetro estimado de 211 km. O astrônomo Mike Brown lista este objeto em sua página na internet como um candidato a possível planeta anão.

## Descoberta
2013 GG138 foi descoberto no dia 9 de abril de 2013 pelo Outer Solar System Origins Survey.

## Órbita
A órbita de 2013 GG138 tem uma excentricidade de 0,024 e possui um semieixo maior de 47,685 UA. O seu periélio leva o mesmo a uma distância de 46,556 UA em relação ao Sol e seu afélio a 48,814 UA.